# Велосипедная каретка

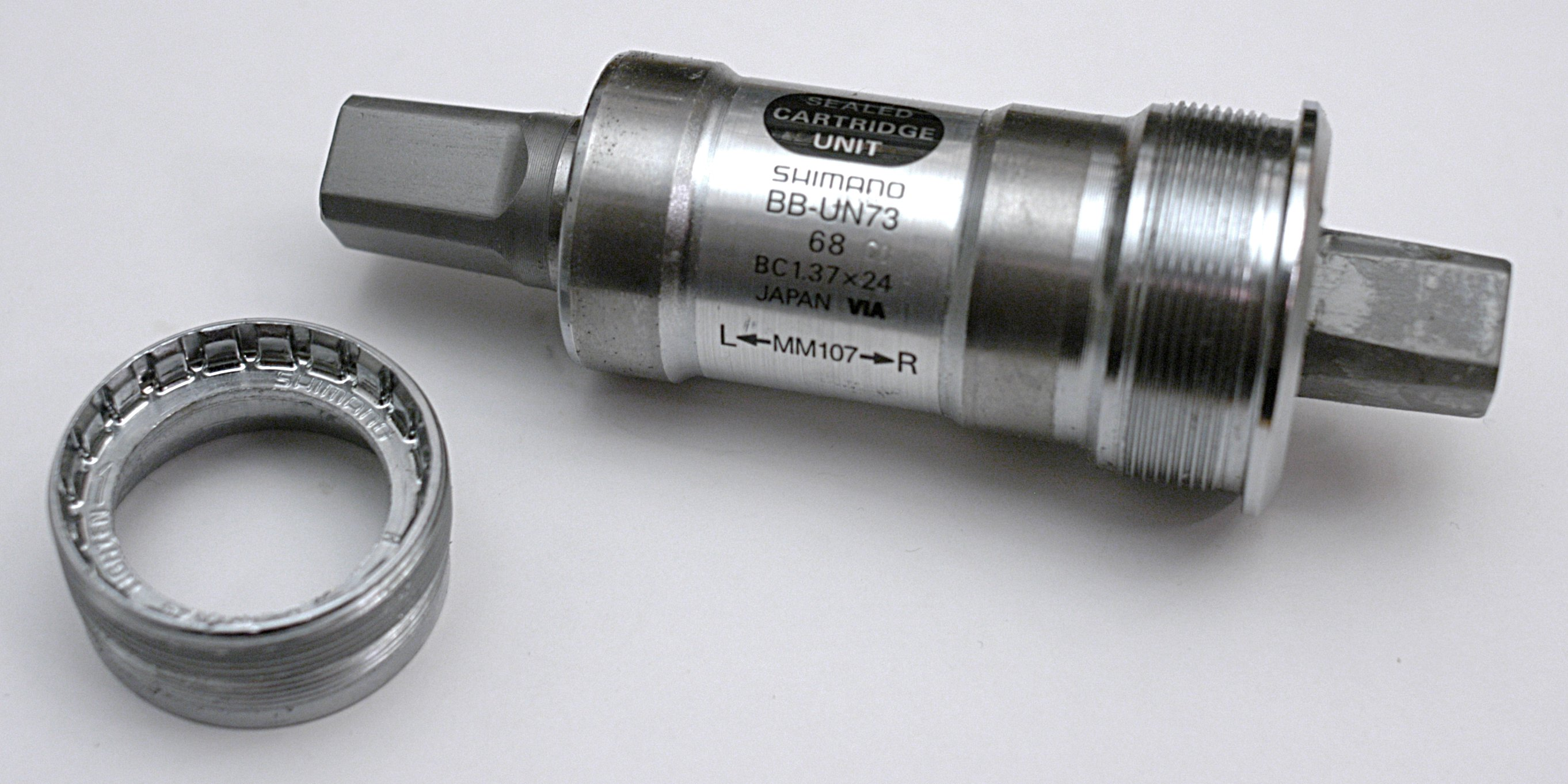
Распространенный тип велосипедной каретки «под квадрат» стандарта JIS под резьбу BSA

Велосипедная каретка (англ. Bottom bracket) — часть велосипеда, соединяющая, с одной стороны, шатуны педалей и ведущую звезду и раму велосипеда, с другой стороны. Каретка позволяет свободно вращать шатуны педалей, приводить в движение
велосипедную трансмиссию, при этом обеспечивая её жесткую фиксацию на велосипеде. Конструктивно представляет собой вал, систему подшипников и стакан, фиксирующий на каретку элемент на раме.

## Многообразие стандартов кареток
Сочетания особенностей конструкций велосипедных рам, необходимых им длин валов кареток, способов креплений шатунов педалей к валам, технологий креплений каретки в раме и иных технологических решений, часть из которых может быть защищена патентами, обусловила формирование различных стандартов кареток. Представитель фирмы Shimano в Северной Америке Eric Doyne заявляет, что разнообразие стандартов кареток обусловлено различием задач при их проектировании, различием в компенсаторных механизмах, применяемых производителями рам, и их отдельных компонентов.
Можно выделить несколько важных классификационных признаков кареток:
- Тип крепления — резьбовой/безрезьбовой. Резьбовой способ крепления исторически возник первым и наиболее широко распространён в силу своей простоты. Резьбы бывают разного диаметра, разного направления (правая, левая) и разного шага (метрическая, дюймовая)
- Тип вала (оси каретки), который различается по способу крепления к нему шатунов педалей. Крепления могут быть «под клин», «под квадрат ISO», «под квадрат Shimano». Также распространены различного типа шлицевые соединения и иные. Кроме того, варьируется и сама длина шпинделя на различных каретках.
- По наименованию конкретного производителя в случае проприетарных стандартов: Octalink, ISIS и т. п.

## Стаканы каретки
Вкручиваемая в раму часть каретки называется стаканом. Различные возможные варианты размеров рам и резьб определили возникновение стандартов стаканов кареток.
Стаканы для установки кареток могут быть разных размеров и конструкций:
- Английская каретка с резьбой BSA. Диаметр 34 мм (33,6 — 33,9 мм[2]), наиболее распространённый тип. Длина стакана: 68 или 73 мм (обычно каретки с выносными подшипниками под такой стакан универсальны и подходят к обеим размерам, отличается только количество проставок под чашкой каретки), также есть 83 мм BSA каретки, и даже 100 мм[3] (зачастую используются в велосипедах с широкими колёсами типа фэтбайк). Резьба дюймовая. С правой стороны левая резьба, а с левой — правая.[4]
- Итальянская каретка. Диаметр 36 мм, резьба дюймовая, с обеих сторон правая. Длина стакана, как правило, 70 мм.
- Советская каретка. Стаканы с метрической резьбой М35. Длина стакана — 70 мм. С правой стороны левая резьба, а с левой — правая. За рубежом более известна как швейцарская каретка (Swiss BB).
- Французская каретка. Аналогична советской (швейцарской), но резьба правая с обеих сторон.
- PressFit каретка. Чашки с подшипниками не имеют резьбы и запрессовываются прямо в раму. Диаметр от 40 до 46 мм[5]
- BB каретки. Вместо чашки с подшипником в раму напрямую запрессовывают подшипник. Посадочные размеры могут пересекаться с PressFit.
- Эксцентриковый кареточный узел (англ. eccentric bottom bracket) позволяет натягивать цепь (ремень) на тех видах велосипедных рам, подвесной узел колеса которых не позволяет этого сделать смещением колеса. На современных рамах велосипедов, предназначенных для внешнего заднего переключателя, задняя ось находится в одном единственном фиксированном положении, а достаточное натяжение цепи осуществляется задним переключателем. Иногда на базе таких рам собирают односкоростные велосипеды, или с планетарной втулкой переключения передач, цепи которых могут быть натянуты только эксцентриком.

## Типы каретки по расположению подшипников
- Открытый. Представляет собой ось, подшипники и чашки в виде отдельных деталей. Чашки вкручиваются в кареточный стакан. Недостаток: система ненадёжна, подвержена загрязнению, при ослаблении чашек появляется люфт, а при чрезмерном затягивании — заедание.
- Закрытый. Также называется каретка-картридж. В таких каретках подшипники и ось представляют собой единый неразборный узел. Ремонту и разборке не подлежат, отличаются высокой надёжностью, почти не загрязняются. Существует несколько типов таких кареток.
- Интегрированный. В такой каретке шатун со звёздами наглухо соединён с осью и представляет собой одну деталь, вставляемую в чашки каретки. На противоположный конец закрепляется левый шатун. Все вышеуказанные виды являются неинтегрированными.

## Каретки по видам оси
Ось каретки может быть нескольких видов:
- Под клин. Ось каретки под клин имеет пазы, через которые проходят крепёжные клинья, вставляемые в шатуны. Клин с одной стороны фиксируется пазом, на противоположной стороне фиксируется гайкой. Есть несколько невзаимозаменяемых стандартов клиньев для шатунов, различающихся углом исполнения клина, при похожем диаметре[6]. Внешний диаметр может создать впечатление взаимозаменяемости клиньев разных стандартов, но разные углы приплотки паза в оси и клина не дадут без люфта зафиксировать педаль. Данный тип был широко распространён на советских велосипедах, в наши дни является устаревшим и ненадёжным.
- Под квадрат. Самый массовый тип безклиновой оси[7]. Сечение концов шпинделя представляет собой квадрат, на который насаживаются педальные шатуны. В продольном сечении каретки конечности вала имеют форму усечённой пирамиды, которые расклинивают шатуны при фиксации. У каретки «под квадрат» есть три не полностью взаимозаменямых стандарта каретки под квадрат — J.I.S., ISO, J.I.S.c низким профилем. Несмотря на то, что квадрат всегда остаётся квадратом, стандарты различаются углами конуса и его длиной. J.I.S. — широко распространившийся японский промышленный стандарт. Стандарт ISO разработан на основе фирменного стандарта Campagnolo и совпадает с ним.
- Под Octalink (8 шлицев). Производился компанией Shimano. Ось полая, её концы имеют 8 шлицев. Существовали две версии: Octalink v1 и Octalink v2 с 5 мм и 9 мм шлицами соответственно.
- ISIS. Разработан фирмой Race Face. Похож на Octalink, но имеет несколько иной вид шлицев, обеспечивающий более прочное соединение, нежели Octalink, и несовместим с ним.
- Howitzer. Шлицевой стандарт, разработанный компанией Truvativ (ныне в комании SRAM). Ради повышения долговечности подшипников их увеличили и вынесли за тело каретки.

## Обслуживание
Для снятия каретки-картриджа нужен специальный инструмент — съёмник каретки.

## Галерея

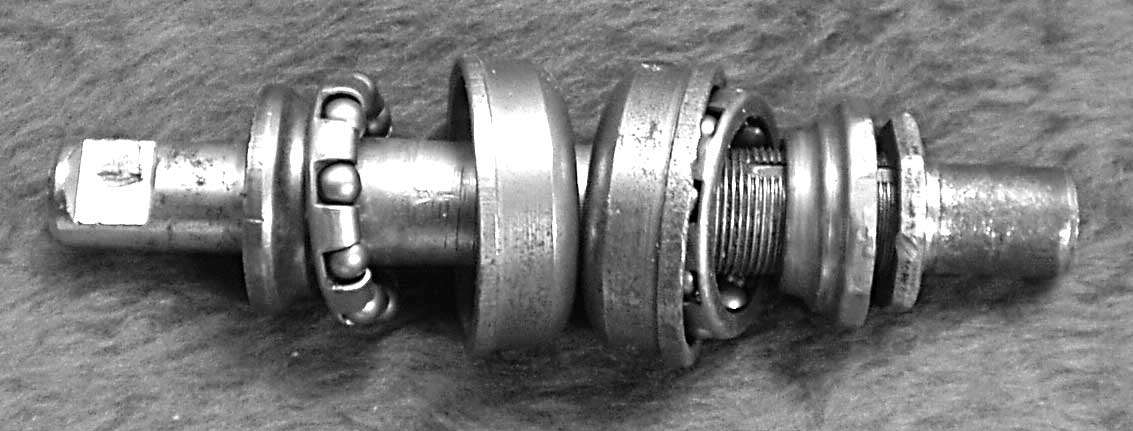
Каретка открытого типа под клинья
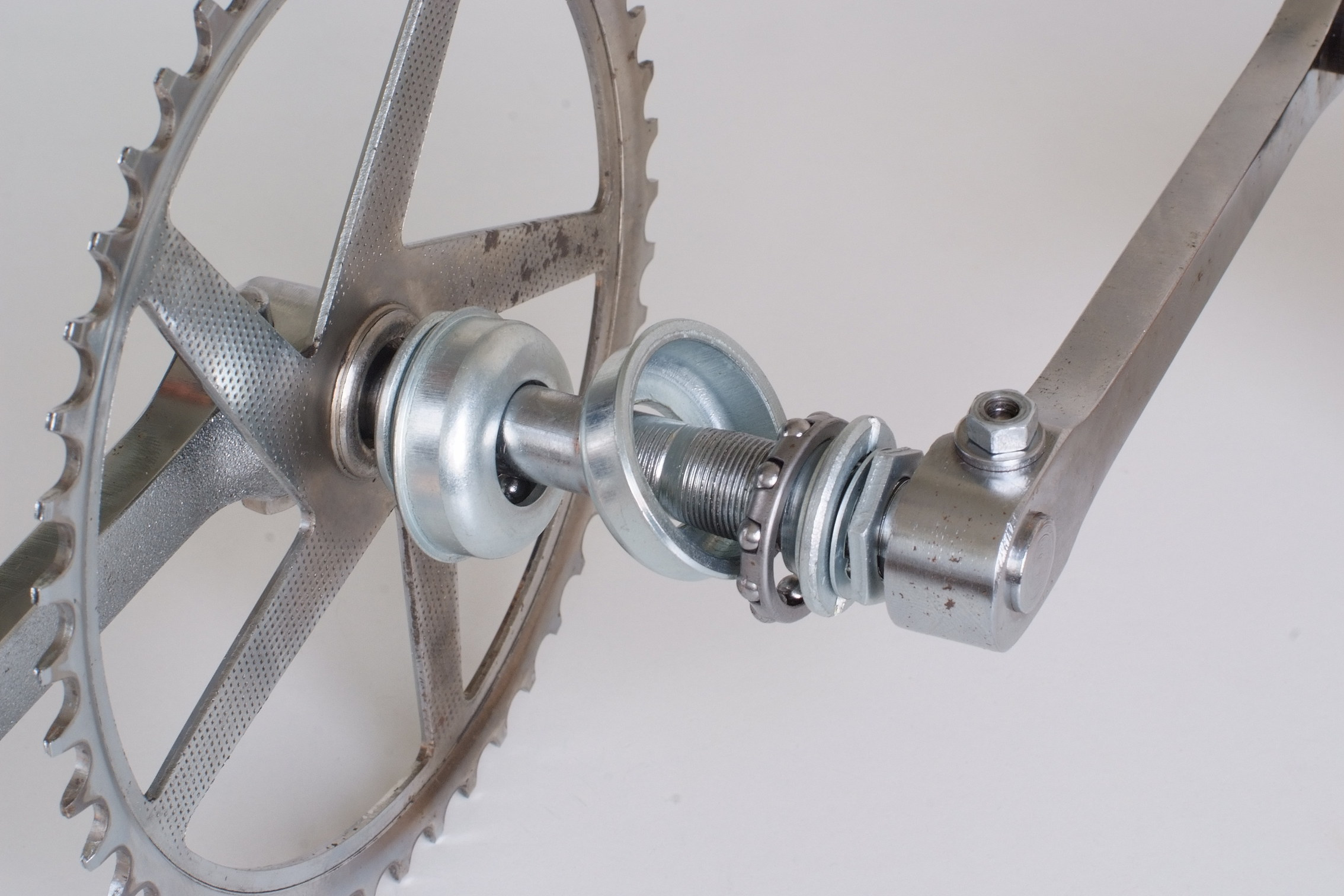
Каретка под клинья с установленными шатунами
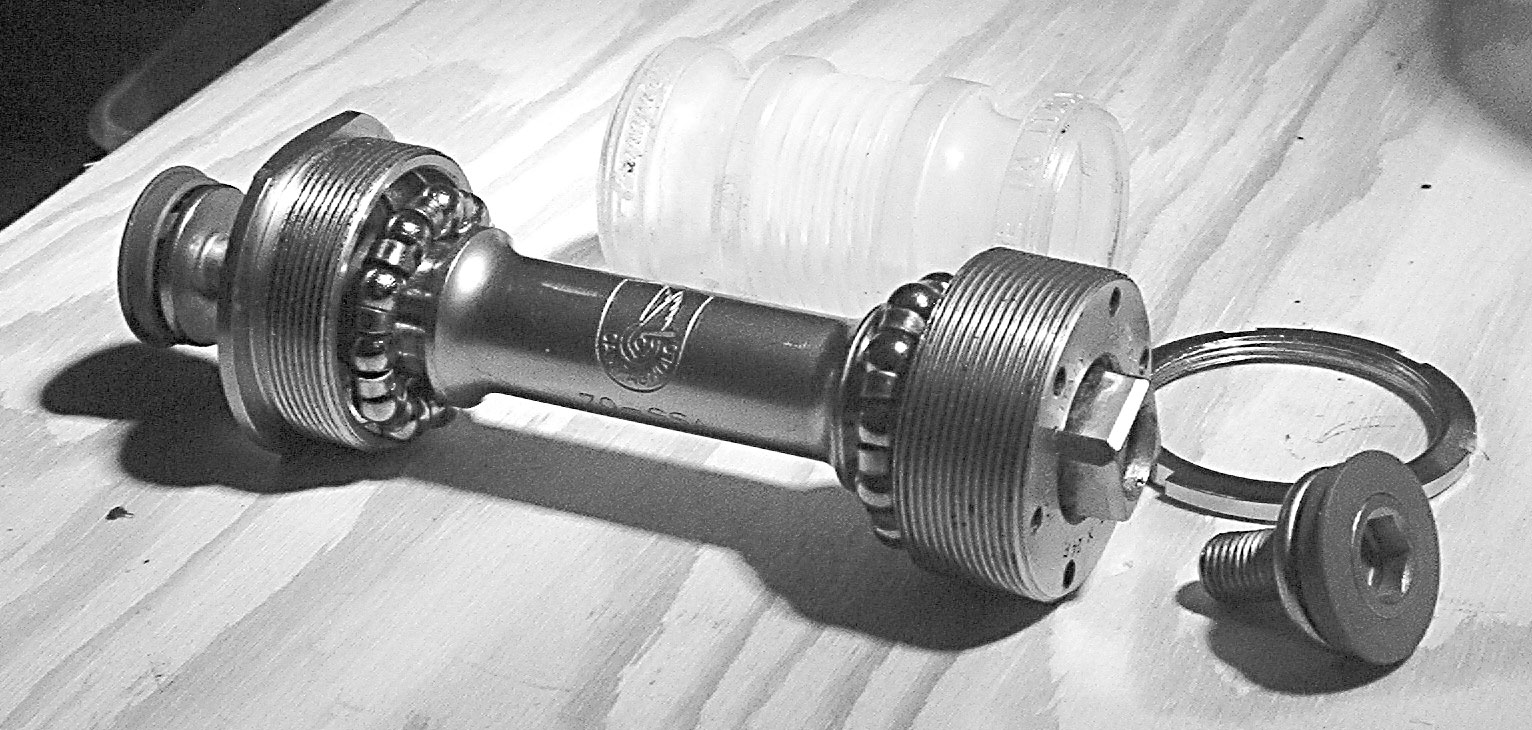
Каретка открытого типа под квадрат
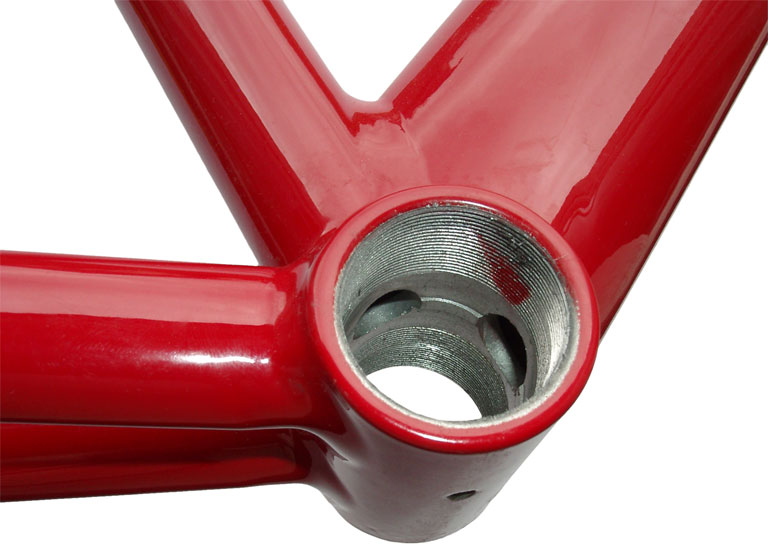
Кареточный стакан с резьбой BSA
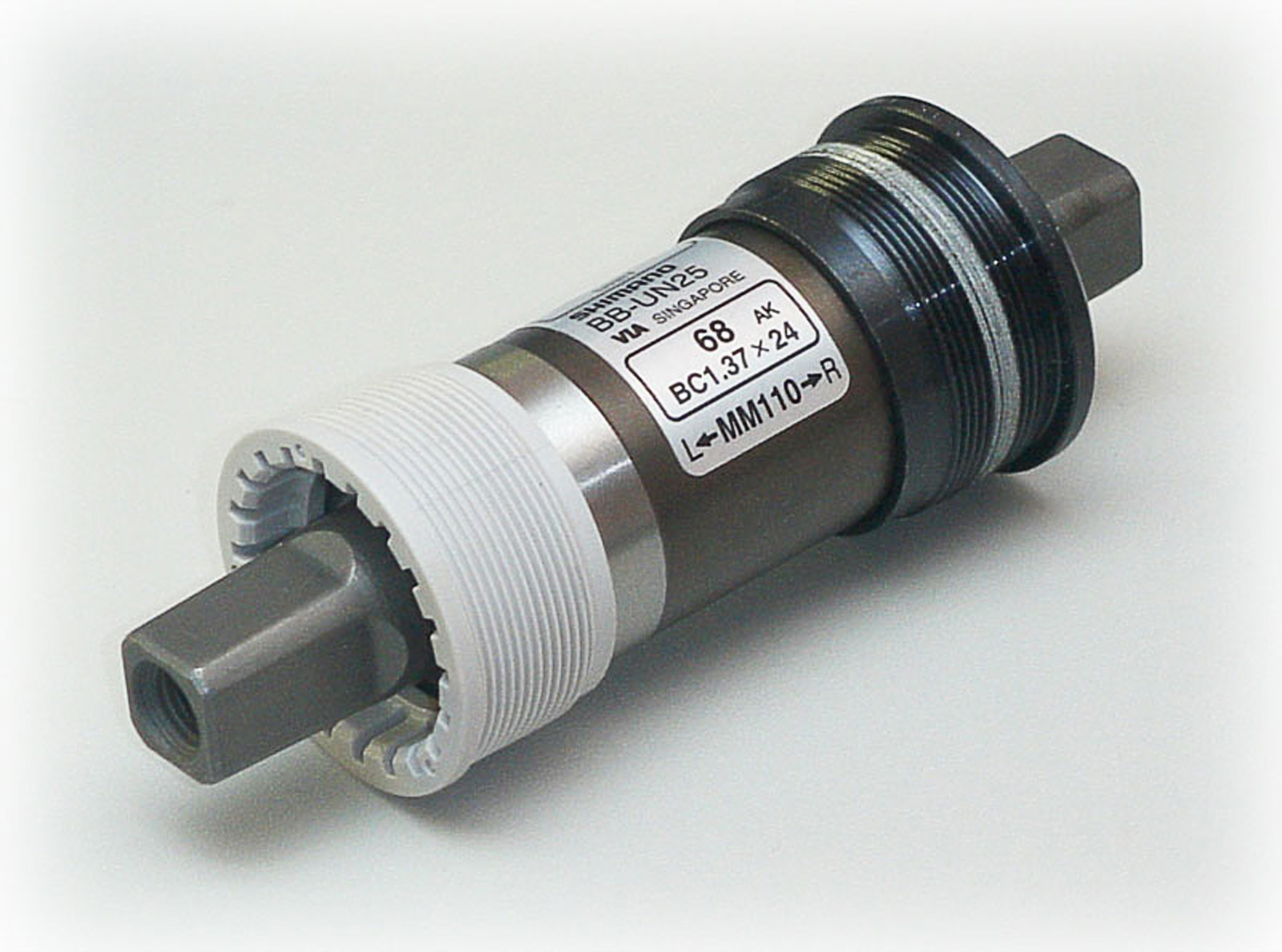
Каретка-картридж под квадрат
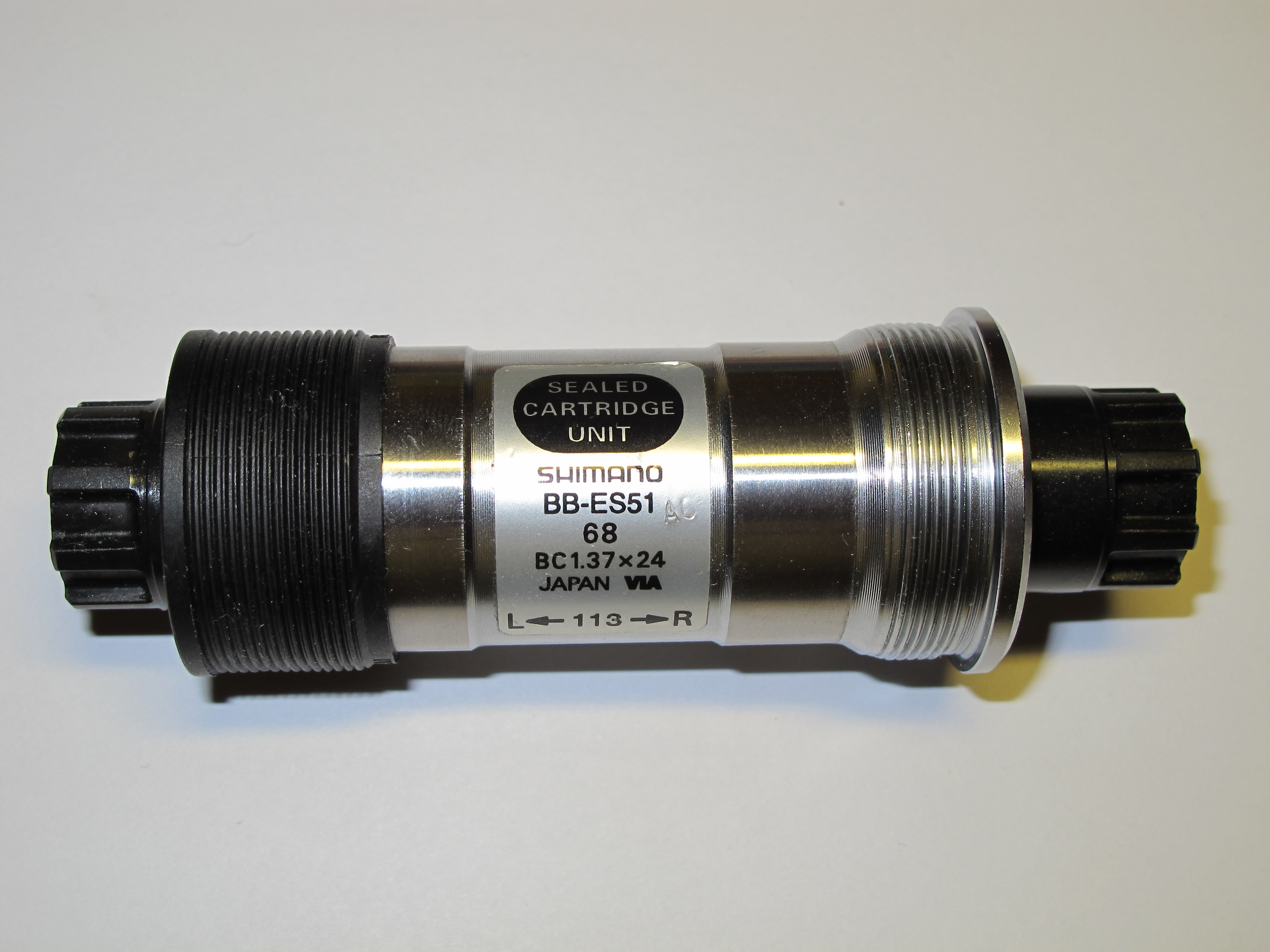
Каретка-картридж под Octalink
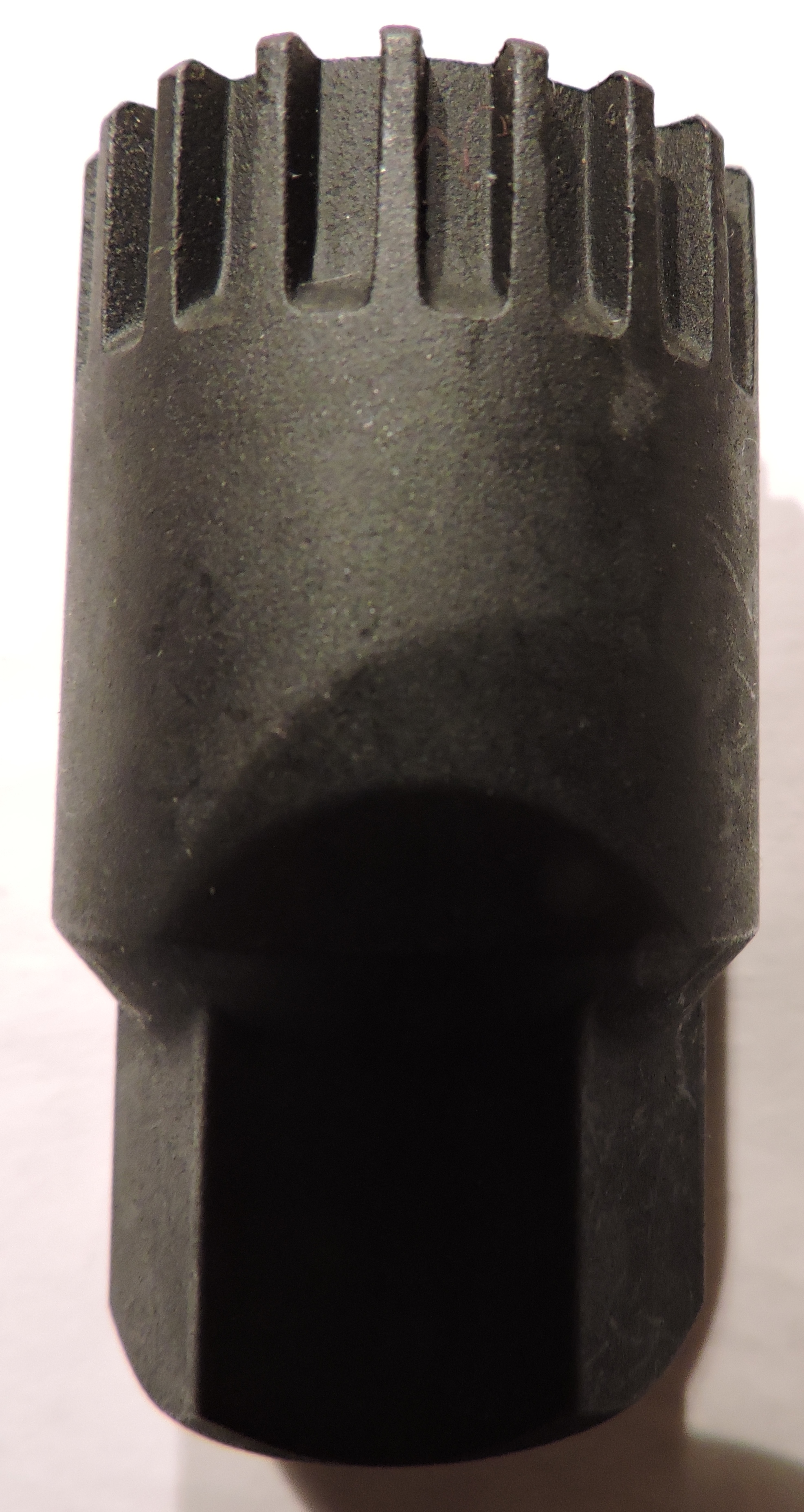
Съёмник каретки-картриджа
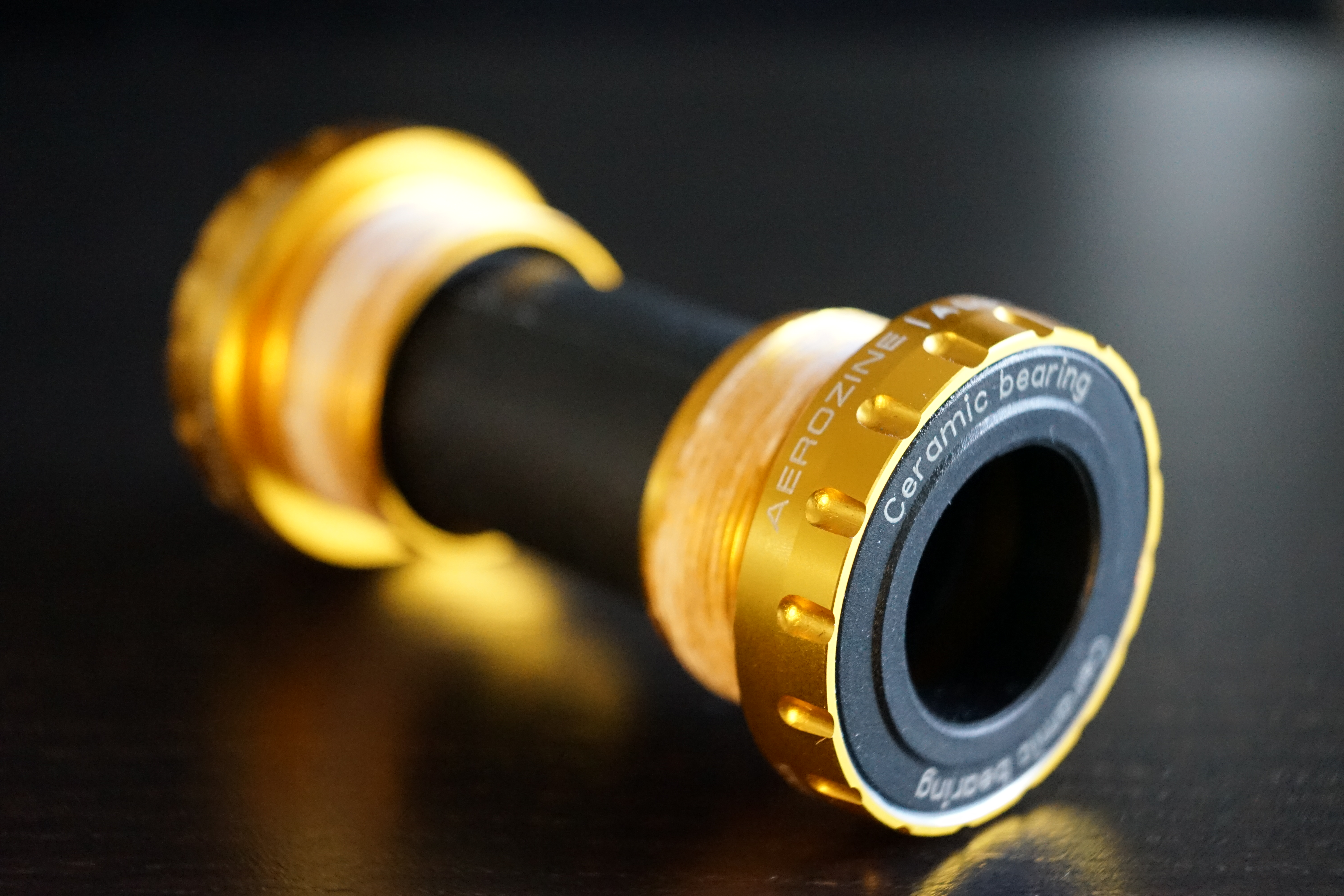
Корпус интегрированной каретки
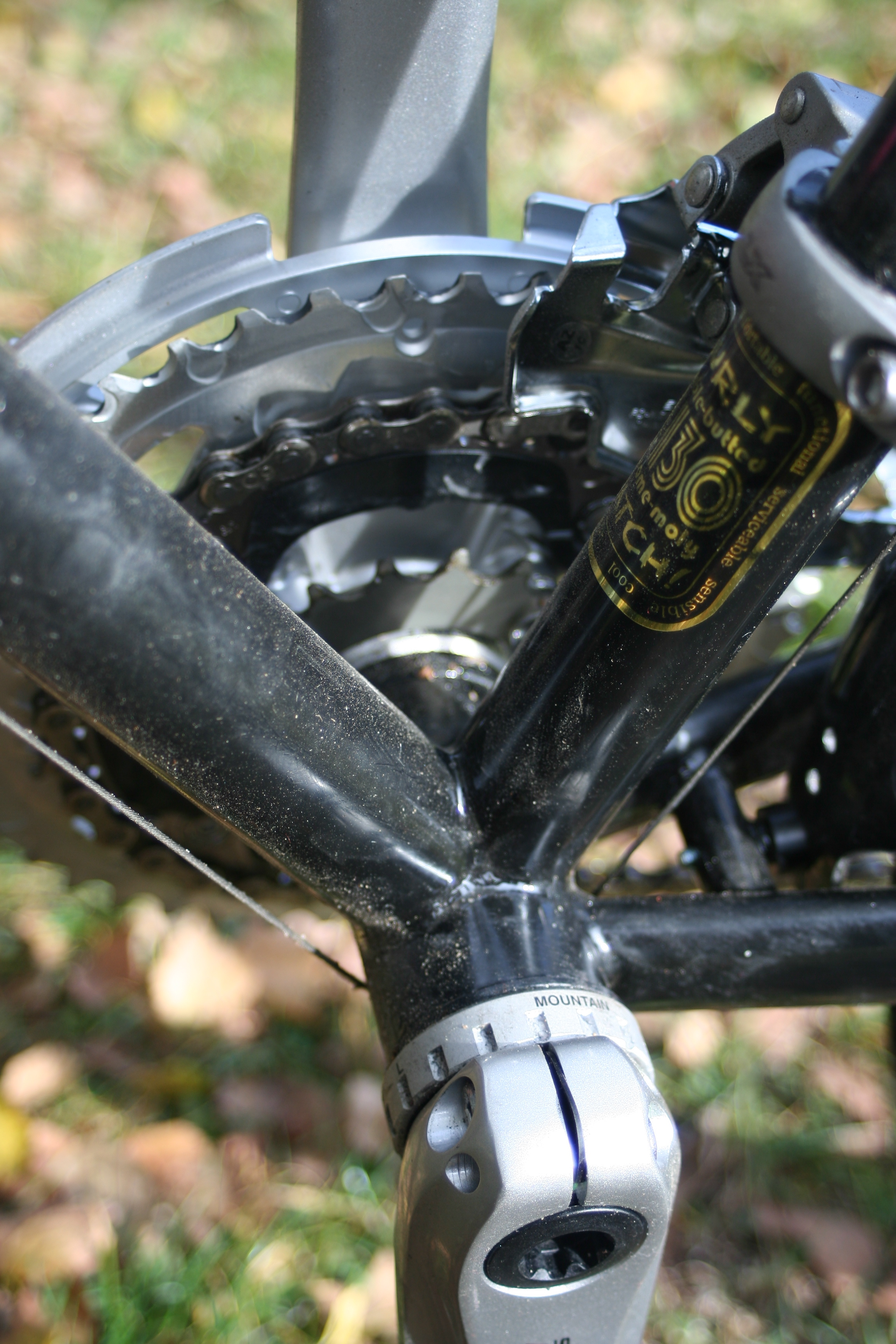
Интегрированная каретка Shimano Hollowtech II
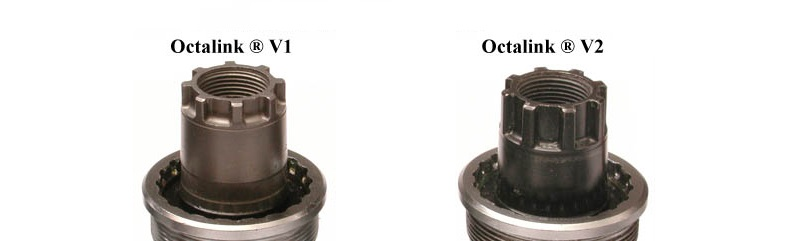
Различие Octalink v1 и Octalink v2